# 下卡薩芒斯國家公園
下卡薩芒斯國家公園是西非國家塞內加爾的國家公園，位於該國西南部濟金紹爾區，佔地50平方公里，成立於1970年，野生動物包括200種鳥類和50種哺乳類動物。

## 外部連結
- （英文） Protected Areas and World Heritage Programme
- （法文） Parks and reserves